# Rhinolophus madurensis
Rhinolophus madurensis is een zoogdier uit de familie van de hoefijzerneuzen (Rhinolophidae). De wetenschappelijke naam van de soort werd voor het eerst geldig gepubliceerd door K. Andersen in 1918.

## Voorkomen
De soort komt voor in Indonesië.